# 克里斯托弗·皮萨里德斯
克里斯托弗·安東尼歐烏·皮萨里德斯（英語：Sir Christopher Antoniou Pissaride，1948年2月20日—），拥有塞浦路斯与英国双重国籍的经济学家，现为伦敦政治经济学院教授，主要研究领域为劳动经济学，以其对劳动力市场和宏观经济间的搜寻与匹配理论的研究而知名。2010年，与彼得·戴蒙德、戴尔·莫滕森共获诺贝尔经济学奖。妻子魏莉華。曾经执教香港中文大学。

## 生平
他針對無薪假表示，作為暫時性的策略，如果無薪假的實施經由充分溝通、且仍有給予員工足夠生活的津貼，並強制企業預先及事後給付無薪假其間的員工津貼，可以是「員工和企業雙贏」的一項制度。
他不同意政府強迫勞工休假、禁止勞工加班，「強迫休假，既無助於增加就業，更讓雇主的成本增加」；政府不應該直接規範勞工應該休假幾天、工作幾小時，而應該檢視勞動法規，降低雇主聘僱新員工的成本，以減輕個別勞工的工作量。

## 参考资料

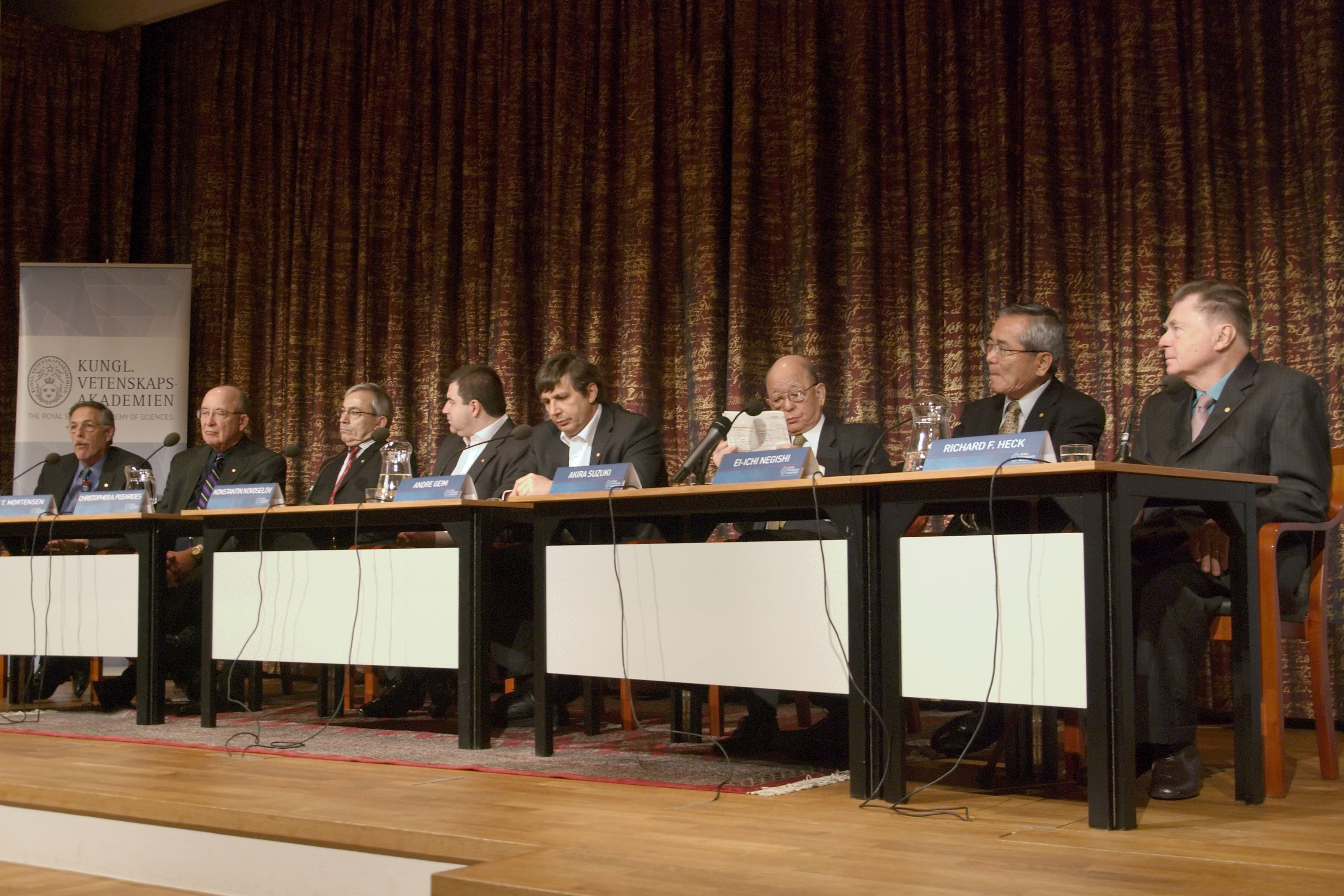
彼得·戴蒙德、戴尔·莫滕森、克里斯托弗·皮萨里德斯、康斯坦丁·诺沃肖洛夫、安德烈·海姆、鈴木章、根岸英一以及理查德·赫克，2010年諾貝爾獎得主在瑞典皇家科學院召開記者會